# Arnie Mausser
Arnie Mausser (New York, 28 febbraio 1954) è un ex calciatore statunitense, di ruolo portiere.

## Carriera

### Club
Dopo essersi formato nella selezione calcistica della Southern Connecticut State University, viene ingaggiato dai R.I. Oceaneers, franchigia dell'American Soccer League, con cui vince l'edizione 1974.
Nella stagione 1975 segue il suo allenatore negli Oceaneers Manfred Schellscheidt alla neonata franchigia della NASL degli Hartford Bicentennials, con cui non riuscì ad accedere ai playoff per il titolo a causa del quinto ed ultimo nella propria divisione.
Nel campionato seguente passa ai T.B. Rowdies, con cui raggiunge la semifinale playoff, persa contro i futuri campioni del Toronto Metros-Croatia. Venne scelto nella squadra all-stars del campionato.
Nel 1977 passa ai Vancouver Whitecaps, con cui giunse ai turni di spareggio.
Nel 1978 passa ai Colorado Caribous, con cui non riuscì ad accedere ai playoff per il titolo a causa del quarto ed ultimo nella propria divisione.
Nel 1979 passa ai Ft. Lauderdale Strikers, che lascerà nel corso della stagione seguente per giocare nei N.E. Tea Men.
Per la stagione seguente i Tea Men si trasferirono a Jacksonville per divenire i Jacksonville Tea Men, con cui raggiunse i quarti di finale nella North American Soccer League 1981 e venendo scelto come portiere dell'anno NASL.
Nella North American Soccer League 1983 passa al Team America, con cui non supera la fase a gironi del torneo.
Nella stagione 1984, ultima della NASL prima del fallimento della lega, torna ai Rowdies, con cui non supera la fase a gironi del torneo. Tra il 1986 ed il 1987 è in forza ai Rowdies che pur non partecipando ad alcun campionato gioca e organizza amichevoli.
Dal 1988 al 1989 è in forza ai Ft. Lauderdale Strikers, franchigia iscritta alla ASL III, con cui raggiunge la finale del torneo 1988, persa contro i Washington Diplomats, e con cui vince l'edizione seguente. Con gli Strikers si aggiudica anche il ASL/WSL Championship, incontro che vedeva i vincitori dell'ASL scontrarsi contro i vincitori della Western Soccer League, i San Diego Nomads.
Nel 1990 è in forza agli Albany Capitals, squadra dell'American Professional Soccer League, nuova lega nata dalla fusione della ASL con la WSL, che lascerà nel corso della stagione per tornare agli Strikers, con cui chiuderà la carriera agonistica nel 1992.
Dal 1975 al 1988 si dedicò anche all'indoor soccer, vincendo con i Rowdies il North American Soccer League Indoor tournament 1976 e la North American Soccer League Grand Prix of Indoor Soccer 1983.
Nel 2003 è stato inserito nella National Soccer Hall of Fame.

### Nazionale
Tra il 1975 ed il 1985 ha difeso la porta della nazionale statunitense, con 32 presenze ufficiali. Nel 1976 fu selezionato nel Team America, selezione che raccoglieva i migliori giocatori, sia statunitensi che no, della North American Soccer League per disputare il Torneo del Bicentenario, che chiuse al quarto ed ultimo posto.

## Statistiche

### Cronologia presenze e reti in Nazionale
| Cronologia completa delle presenze e delle reti in nazionale ― Stati Uniti | Cronologia completa delle presenze e delle reti in nazionale ― Stati Uniti | Cronologia completa delle presenze e delle reti in nazionale ― Stati Uniti | Cronologia completa delle presenze e delle reti in nazionale ― Stati Uniti | Cronologia completa delle presenze e delle reti in nazionale ― Stati Uniti | Cronologia completa delle presenze e delle reti in nazionale ― Stati Uniti | Cronologia completa delle presenze e delle reti in nazionale ― Stati Uniti | Cronologia completa delle presenze e delle reti in nazionale ― Stati Uniti |
| Data                                                                       | Città                                                                      | In casa                                                                    | Risultato                                                                  | Ospiti                                                                     | Competizione                                                               | Reti                                                                       | Note                                                                       |
| -------------------------------------------------------------------------- | -------------------------------------------------------------------------- | -------------------------------------------------------------------------- | -------------------------------------------------------------------------- | -------------------------------------------------------------------------- | -------------------------------------------------------------------------- | -------------------------------------------------------------------------- | -------------------------------------------------------------------------- |
| 24-6-1975                                                                  | Seattle                                                                    | Stati Uniti                                                                | 0 – 4                                                                      | Polonia                                                                    | Amichevole                                                                 | -4                                                                         |                                                                            |
| 21-8-1975                                                                  | Città del Messico                                                          | Stati Uniti                                                                | 0 – 6                                                                      | Argentina                                                                  | Amichevole                                                                 | -4                                                                         |                                                                            |
| 24-9-1976                                                                  | Vancouver                                                                  | Canada                                                                     | 1 – 1                                                                      | Stati Uniti                                                                | Qual. Mondiali 1978                                                        | -1                                                                         |                                                                            |
| 3-10-1976                                                                  | Los Angeles                                                                | Stati Uniti                                                                | 0 – 0                                                                      | Messico                                                                    | Qual. Mondiali 1978                                                        | -                                                                          |                                                                            |
| 15-10-1976                                                                 | Puebla de Zaragoza                                                         | Messico                                                                    | 3 – 0                                                                      | Stati Uniti                                                                | Qual. Mondiali 1978                                                        | -3                                                                         |                                                                            |
| 20-10-1976                                                                 | Seattle                                                                    | Stati Uniti                                                                | 2 – 0                                                                      | Canada                                                                     | Qual. Mondiali 1978                                                        | -                                                                          |                                                                            |
| 10-11-1976                                                                 | Port-au-Prince                                                             | Haiti                                                                      | 0 – 0                                                                      | Stati Uniti                                                                | Amichevole                                                                 | -                                                                          |                                                                            |
| 14-11-1976                                                                 | Port-au-Prince                                                             | Haiti                                                                      | 0 – 0                                                                      | Stati Uniti                                                                | Amichevole                                                                 | -                                                                          |                                                                            |
| 22-12-1976                                                                 | Port-au-Prince                                                             | Canada                                                                     | 0 – 3                                                                      | Stati Uniti                                                                | Qual. Mondiali 1978                                                        | -3                                                                         |                                                                            |
| 18-9-1977                                                                  | Città del Guatemala                                                        | Guatemala                                                                  | 3 – 1                                                                      | Stati Uniti                                                                | Amichevole                                                                 | -3                                                                         |                                                                            |
| 25-9-1977                                                                  | Città del Guatemala                                                        | Guatemala                                                                  | 2 – 0                                                                      | Stati Uniti                                                                | Amichevole                                                                 | -2                                                                         |                                                                            |
| 30-9-1977                                                                  | Monterrey                                                                  | El Salvador                                                                | 0 – 0                                                                      | Stati Uniti                                                                | Amichevole                                                                 | -                                                                          |                                                                            |
| 6-10-1977                                                                  | Washington                                                                 | Stati Uniti                                                                | 1 – 1                                                                      | Cina                                                                       | Amichevole                                                                 | -                                                                          | Ingresso                                                                   |
| 10-10-1977                                                                 | Atlanta                                                                    | Stati Uniti                                                                | 1 – 0                                                                      | Cina                                                                       | Amichevole                                                                 | -                                                                          | Uscita                                                                     |
| 3-9-1978                                                                   | Reykjavík                                                                  | Islanda                                                                    | 0 – 0                                                                      | Stati Uniti                                                                | Amichevole                                                                 | -                                                                          |                                                                            |
| 6-9-1978                                                                   | Lucerna                                                                    | Svizzera                                                                   | 2 – 0                                                                      | Stati Uniti                                                                | Amichevole                                                                 | -2                                                                         |                                                                            |
| 20-9-1978                                                                  | Setúbal                                                                    | Portogallo                                                                 | 1 – 0                                                                      | Stati Uniti                                                                | Amichevole                                                                 | -1                                                                         |                                                                            |
| 2-5-1979                                                                   | East Rutherford                                                            | Stati Uniti                                                                | 0 – 6                                                                      | Francia                                                                    | Amichevole                                                                 | -4                                                                         | 46’                                                                        |
| 7-10-1979                                                                  | Hamilton                                                                   | Bermuda                                                                    | 1 – 3                                                                      | Stati Uniti                                                                | Amichevole                                                                 | -1                                                                         |                                                                            |
| 10-10-1979                                                                 | Parigi                                                                     | Francia                                                                    | 3 – 0                                                                      | Stati Uniti                                                                | Amichevole                                                                 | -3                                                                         | 46’                                                                        |
| 26-10-1979                                                                 | Budapest                                                                   | Ungheria                                                                   | 0 – 2                                                                      | Stati Uniti                                                                | Amichevole                                                                 | -                                                                          |                                                                            |
| 7-10-1980                                                                  | Lisbona                                                                    | Portogallo                                                                 | 1 – 1                                                                      | Stati Uniti                                                                | Amichevole                                                                 | -1                                                                         |                                                                            |
| 25-10-1980                                                                 | Fort Lauderdale                                                            | Stati Uniti                                                                | 0 – 0                                                                      | Canada                                                                     | Qual. Mondiali 1982                                                        | -                                                                          |                                                                            |
| 1-11-1980                                                                  | Vancouver                                                                  | Canada                                                                     | 2 – 1                                                                      | Stati Uniti                                                                | Qual. Mondiali 1982                                                        | -2                                                                         |                                                                            |
| 23-11-1980                                                                 | Fort Lauderdale                                                            | Stati Uniti                                                                | 2 – 1                                                                      | Messico                                                                    | Qual. Mondiali 1982                                                        | -1                                                                         |                                                                            |
| 8-4-1983                                                                   | Port-au-Prince                                                             | Haiti                                                                      | 0 – 2                                                                      | Stati Uniti                                                                | Amichevole                                                                 | -                                                                          |                                                                            |
| 2-4-1985                                                                   | Vancouver                                                                  | Canada                                                                     | 2 – 0                                                                      | Stati Uniti                                                                | Amichevole                                                                 | -2                                                                         | Uscita                                                                     |
| 4-4-1985                                                                   | Portland                                                                   | Stati Uniti                                                                | 1 – 1                                                                      | Canada                                                                     | Amichevole                                                                 | -1                                                                         | Ingresso                                                                   |
| 19-5-1989                                                                  | Torrance                                                                   | Stati Uniti                                                                | 1 – 0                                                                      | Trinidad e Tobago                                                          | Qual. Mondiali 1986                                                        | -                                                                          |                                                                            |
| 26-5-1989                                                                  | Alajuela                                                                   | Costa Rica                                                                 | 1 – 1                                                                      | Stati Uniti                                                                | Qual. Mondiali 1986                                                        | -1                                                                         |                                                                            |
| 31-5-1989                                                                  | Torrance                                                                   | Stati Uniti                                                                | 0 – 1                                                                      | Costa Rica                                                                 | Qual. Mondiali 1986                                                        | -1                                                                         |                                                                            |
| 16-6-1985                                                                  | Los Angeles                                                                | Stati Uniti                                                                | 0 – 5                                                                      | Stati Uniti                                                                | Amichevole                                                                 | -2                                                                         | 46’                                                                        |
| Totale                                                                     |                                                                            | Presenze                                                                   | 32                                                                         |                                                                            | Reti                                                                       | -42                                                                        |                                                                            |

## Palmarès

### Calcio
- American Soccer League: 2

Rhode Island Oceaneers: 1974
Ft. Lauderdale Strikers: 1989
- ASL/WSL Championship: 1

Ft. Lauderdale Strikers: 1989

### Indoor soccer
- North American Soccer League Indoor: 2

Tampa Bay Rowdies: 1976, 1983